# Sudão Francês
Sudão Francês (em francês:  Soudan français, em árabe: السودان الفرنسي) era um território colonial francês na Federação da África Ocidental Francesa por volta de 1880 até 1960, quando tornou-se o Estado independente do Mali. A colônia foi formalmente chamada de Sudão Francês de 1890 até 1899 e novamente a partir de 1920 até 1958, e teve uma variedade de nomes diferentes ao longo de sua existência. A colônia foi inicialmente estabelecida em grande parte como um projeto militar liderado pelas tropas francesas, mas em meados da década de 1890 ficou sob administração civil.
Uma série de reorganizações administrativas no início de 1900 trouxeram aumento da administração francesa sobre questões como a agricultura, religião e escravidão. Após a Segunda Guerra Mundial, a Assembleia Democrática Africana (Rassemblement Démocratique Africain, RDA) sob Modibo Keïta tornou-se a força política mais importante pressionando para a independência.
O Mali inicialmente manteve estreitas ligações com a França e juntou-se numa federação de curta duração com o Senegal em 1959. Em 1960, a colônia do Sudão francês tornou-se formalmente a República do Mali e distanciou-se ainda mais do Senegal e da França.

## Estabelecimento colonial

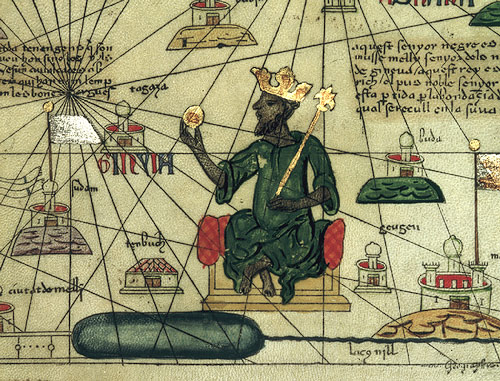
A riqueza do Império do Mali: no Atlas Catalão (ca. 1375), Mansa Muça é representado segurando uma pepita de ouro. A busca de riquezas foi um dos motivos que levaram os franceses a prosseguirem com a colonização da área

O Sudão Francês era formado originalmente por um conjunto de postos militares que serviam como uma extensão da colônia do Senegal. Embora a área oferecesse à França pouco ganho econômico ou estratégico, os militares defendiam uma efetivação da conquista da região. Este desejo em parte era devido ao fascínio com os grandes impérios que existiram na região, como o Império do Mali e o Império Songai, mas também era decorrente das oportunidades promocionais que a conquista militar ofereceria aos militares franceses.
A conquista francesa tem início em 1879, quando Joseph Gallieni é enviado à área afim de estabelecer uma fortaleza e realizar o levantamento do terreno para a construção de uma estrada de ferro que partiria de Dakar, no Senegal, e seguiria até o rio Níger. A isso segue-se o estabelecimento de uma série de fortalezas francesas e a formação de alianças políticas com líderes locais no início da década de 1880. A estrutura administrativa da área ainda estava em grande parte sob o controle do governador francês do Senegal, e os estabelecimentos coloniais mais significativos eram representados por fortalezas e postos militares, incluindo o importante estabelecimento de Caies em 1881 por Gustave Borgnis-Desbordes. Embora a administração civil do governador francês do Senegal formalmente governasse a área, os oficiais militares na região na maioria das vezes ignoravam o administrador, respondendo diretamente aos comandantes em Paris. Desbordes assume progressivamente um maior território, muitas vezes usando rivalidades étnicas e a tensão política entre os líderes da região para nomear líderes pró-franceses.
Administradores civis franceses disputaram com os chefes militares, e as duas forças passaram por uma série de mudanças de liderança sobre o território, até que Louis Archinard foi nomeado governador militar em 1892. Archinard conduziu campanhas militares contra Samori Turé, Amadu Tal, e outros líderes resistentes  na região, com graus variados de sucesso. As campanhas da Archinard eram frequentemente executadas através do controle militar direto, sem a supervisão civil. Como os custos aumentaram, o governo francês decidiu substituir o controle de Archinard sobre a área com um governador civil, Louis Albert Grodet.[carece de fontes?]

## Administração e jurisdição
A região foi governada sob uma série de diferentes nomes entre 1880 e 1960. A área correspondeu ao Alto Senegal entre 1880 e 18 de agosto de 1890, quando foi renomeada Sudão Francês, com a capital em Caies. Em 10 de outubro de 1899, o Sudão Francês foi dividido, sendo os cercles do sul unidos às colónias costeiras, e o restante dividido em duas áreas administrativas, chamadas Médio Níger e Alto Senegal. Em 1902, a região foi novamente reorganizada sob a forma de uma colônia unificada com o nome de Senegâmbia e Níger (Sénégambie et Niger). O nome mudou mais uma vez em 1904, desta vez para Alto Senegal e Níger (Haut Sénégal et Niger). Finalmente, em 1920, a região volta a ser conhecida por Sudão Francês (Soudan Français).
De modo semelhante, as fronteiras e a administração colonial mudaram várias vezes. Originalmente, e durante os primeiros anos, a colônia vacilava entre a administração militar e a administração civil do Senegal. Em 1893, o Sudão Francês passa formalmente para a administração civil, permanecendo assim até 1899. Neste ponto, uma reorganização da colônia dividiu 11 províncias do sul entre outras colônias francesas, como a Guiné, a Costa do Marfim e o Daomé.
A área não sofreu alterações até passar a ser governada sob duas administrações ligadas a outras colônias francesas. Após isso, o território da colônia foi restabelecido em 1902. Embora as fronteiras tenham sido levemente alteradas, houve pouca mudança territorial até 1933. Nesse ponto, a colônia do Alto Volta Francês (Haute-Volta, atual Burquina Fasso) foi dissolvida, e a sua porção setentrional foi anexada ao Sudão Francês.
Em 1947, o Alto Volta foi restabelecido, e as fronteiras do Sudão Francês tornaram-se aquelas que, eventualmente, corresponderiam às fronteiras do Mali. Caies foi a capital entre 1890 e 1908, quando a capital é transferida para Bamaco, onde permanece.